# 佩格托普山
77°4′S 161°15′E / 77.067°S 161.250°E
佩格托普山（英語：Pegtop Mountain），是南極洲的山峰，位於維多利亞地的斯科特海岸，處於斯珀姆海崖以西6公里的麥基冰川南岸，海拔高度1,395米，由英國探險隊命名和繪入地圖，現時由南極條約體系管理。